# Cerví (muntanya)
El Cerví o també Cervino, Matterhorn o Cervin, segons que se li doni el nom italià, alemany o francès, és una muntanya dels Alps, a la regió dels Alps Penins, fronterera entre Suïssa i Itàlia. El seu cim és a 4.478 metres (14.690 peus) d'altitud, i per això és un dels sis pics més alts dels Alps. Els seus quatre escarpats vessants s'orienten, per damunt de les glaceres circumdants, als quatre punts cardinals. La muntanya domina el poble de Zermatt al cantó del Valais, al nord-est i Breuil-Cervinia a la Vall d'Aosta cap al sud.
El Cerví té dos cims diferenciats, situats ambdós en una aresta rocosa de 100 metres de llarg: el cim suís (4.477,5 m) a l'est i el  cim italià  (4.476,4 m) a l'oest. Els seus noms provenen dels primers ascensos, no per raons geogràfiques, ja que totes dues estan situades a la frontera. L'agost de 1792, el geòleg i explorador ginebrí Horace Bénédict de Saussure va fer el primer mesurament de l'alçada del Cerví, usant una cadena de 50 peus de llarg estesa a la glacera Theodul i un sextant. Va calcular una altura de 4.501,7 metres. El 1868, l'enginyer italià Felice Giordano va mesurar una alçada de 4505 metres, mitjançant un baròmetre de mercuri que va pujar fins al cim. El mapa Dufour, que va ser després seguit pels exploradors italians, va donar 4482 metres, o 14.704 peus, com l'altura del cim suís. Un mesurament recent (1999) amb tecnologia GPS, va donar l'altura del Cervino amb una exactitud d'un centímetre. El resultat va ser 4.477,54 m.
El Cerví va ser l'últim dels grans pics dels Alps a ser escalat, i el seu primer ascens va marcar la fi de l'era clàssica de l'alpinisme. Va ser conquerit el 14 de juliol de 1865 per un grup encapçalat per l'anglès Edward Whymper. L'ascensió va acabar desastrosament quan quatre dels seus membres varen morir estimbats en el descens. La cara nord no va ser escalada fins a l'1 d'agost de 1931, pels germans alemanys Franz i Toni Schmid. És una de les sis grans cares nord dels Alps. El Cerví és un dels cims dels Alps amb pitjors estadístiques d'accidents, ja que des de 1865, quan va ser escalat per primera vegada, fins a 1995, 500 alpinistes hi han trobat la mort.
El Cerví és un emblema icònic dels Alps de Suïssa i també dels Alps en general. Des de finals del segle xix, amb la construcció dels ferrocarrils, cada cop va atreure més visitants i escaladors. Cada estiu, un gran nombre d'alpinistes intenten escalar el Cerví per l'aresta nord-est o aresta Hörnli, la ruta més popular fins al cim.

## Toponímia
La idea més comunament acceptada és que la forma italiana Cervino i la francesa Cervin, i de retruc l'exònim català Cerví, venen de Mont Servín, que fins a 1855, va designar el coll Teòdul o coll de Sant Teòdul. Mont Servin vindria del llatí Mons Silvanus o Mons Silvinus, on el terme mons fa referència als colls, (no va adquirir el significat de "cim" fins més tard), i d'una corrupció de la paraula llatina silva o "bosc". Es tracta d'un coll alpí situat als Alps Penins entre el Cerví i el Breithorn, que comunica la vall de Valtournenche a la Vall d'Aosta amb la vall de Zermatt al Valais. El canvi de la 's' a 'c' s'atribueix a un error comès per Horace-Bénédict de Saussure, un dels primers cartògrafs del Regne de Sardenya qui va pensar que la paraula feia referència a un cérvol (en francès: cerf i en italià:cervo). Aquest topònim va ser encunyat durant l'època romana, quan els passos alpins estaven oberts durant la major part de l'any per causa de la temperada climatologia. Aquest fet meteorològic va ser, entre d'altres, l'afavoridor de la conquesta romana de la Vall d'Aosta, de la fundació d'Augusta Praetoria Salassorum (actual Aosta), i de la importància d'aquesta regió durant segles, especialment pels passos del coll del Gran Sant Bernat (en llatí: Summus Poeninus) i del coll del Petit Sant Bernat (en llatí: Alpes Graiae).
Pel que fa als noms en francès i italià, hi ha diverses teories alternatives. Una d'elles diu que és el nom del gegant Cervin, qui acompanyava el també gegant Gargantua a través de Suïssa. Segons aquesta història, la muntanya es va formar quan Cervin s'hi va asseure al damunt i la va aixafar, deixant només la forma de la piràmide al terreny que va quedar atrapat entre les seves cames. Altres variants de la mateixa llegenda, ho atribueixen al mateix Gargantua.
En un plànol topogràfic de Sebastian Münster (segle xvi) aquest grup muntanyós està marcat amb els noms de Augstalberg ("muntanya d'Aosta") i Mons Silvius. Una hipòtesi de Josias Simla (De Alpibus Commentarius, 1574) sobre l'etimologia del nom Mons Silvius va ser adoptada per l'estudiós teòleg T. G. Farinetti:"Silvi va ser probablement un líder romà que va viatjar amb les seves legions per la terra dels salasses i seduns, i potser va travessar el pas Teòdul entre aquests dos llocs. Aquest Silvi podria haver estat el mateix Servi Galba a qui Juli Cèsar va encarregar obrir els passos alpins, que des d'aleshores els mercaders es van acostumar a creuar amb gran perill i greu dificultat. Servi Galba, per complir amb les ordres de Cèsar, va passar amb les seves legions des de la terra dels al·lòbroges (Savoia) a Octodurus (Martigny) al Valais, i va alçar el seu campament allà. Els passos que li van ordenar obrir des d'allà no podien ser més que el coll del Gran Sant Bernat, el Simplon, el Teòdul, i el Moro. Per tant, sembla probable que el nom de Servi, derivat en Silvi i més tard Servin, o Cervin, va ser donat en el seu honor a la famosa piràmide". No se sap exactament en quin període el nou nom de Servin, o Cervin, va reemplaçar al més antic, del qual sembla derivar.
En l'obra Cosmographia de Sebastian Münster, publicada el 1543, el nom de Matter és donat al coll de Sant Teòdul, i aquest sembla l'origen de l'actual nom alemany de la muntanya. Matterhorn deriva de Matt ("prat" en alemany suís i en alemany walser o del Valais), i de Horn, ("banya" i per extensió "pic"). Horn està inclòs en el nom de la majoria dels cims dels Alps del Valais i els Alps de la Vall d'Aosta, en particular a la Vall de Lys i la Val d'Ayas (traduïts al francès com a "tête"). Per tant, Matterhorn significa el "pic de Matt", és a dir el "pic del prat". Matt era l'antic nom de Zermatt, "ser Matt" que es transformà amb el temps en Zermatt. Ser Matt, en walser, significa "el prat", ja que ser és l'article definit masculí. La vall de Zermatt, en alemany Mattertal, és la "vall de les praderies".
A la vall de Valtournenche, el Cerví es diu en dialecte valldostà simplement Grand'Becca, és a dir "Gran Pic".

## Geografia

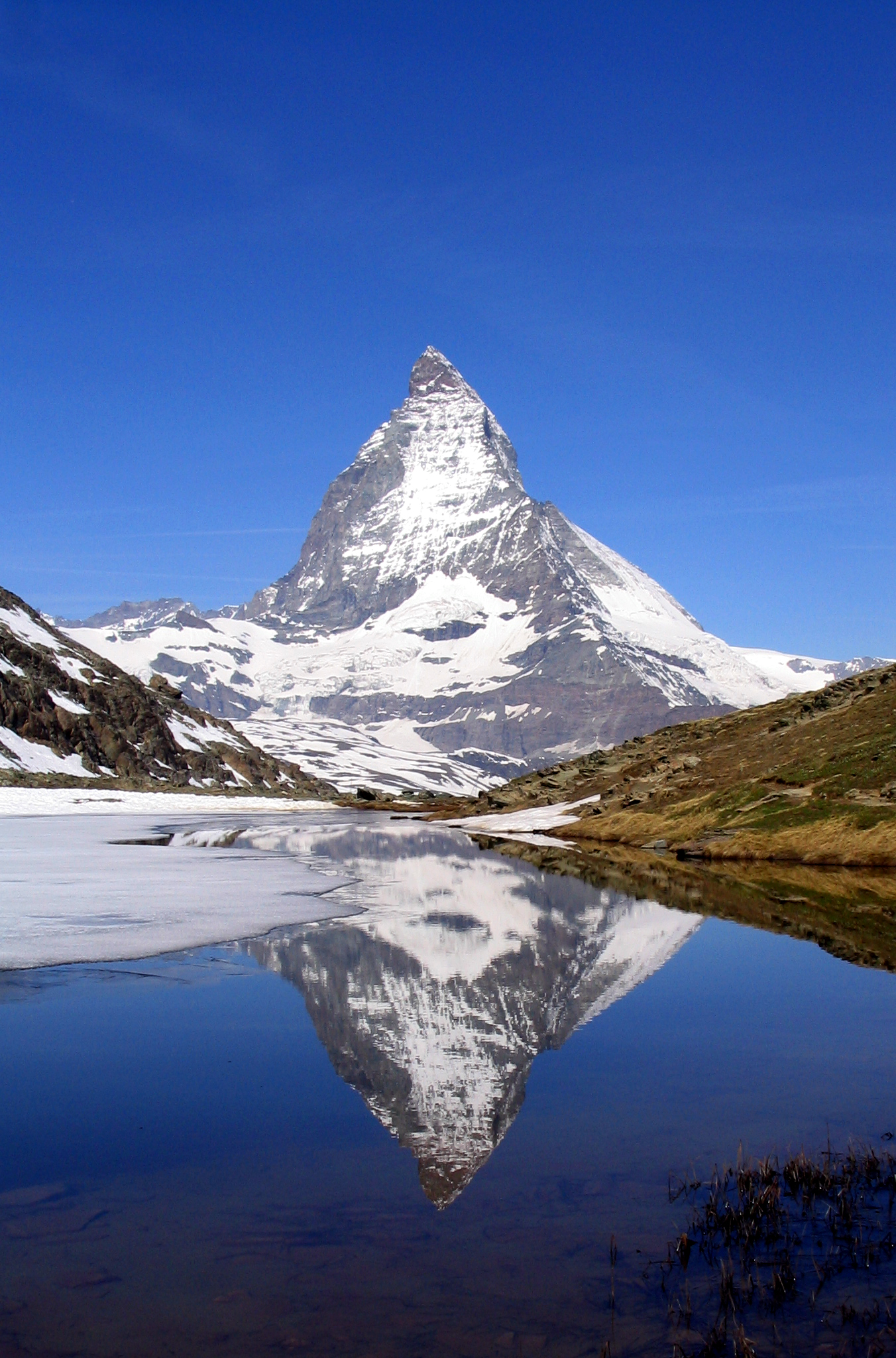
El Cerví reflectit a l'estany de Riffel, al vessant suís.

És als Alps Occidentals, a la secció dels Alps del Valais o Alps Penins amb el codi I/B-9.II-A.2.b segons la SOIUSA o Subdivisió Orogràfica Internacional Unificada del Sistema Alpí. El vessant nord és al cantó suís del Valais, a la vall de Mattertal on s'alça la població de Zermatt. El vessant sud domina la vall italiana de Valtournenche, on es troba el poble de Breuil-Cervinia que pertany al comú de Valtournenche (Vall d'Aosta). L'accés es pot fer tant pel vessant de Valtournenche com per la Vall de Zermatt. És veí del massís del Mont Rosa.
És una muntanya icònica, de forma piramidal molt característica i reconeixible, i per això s'usa molt sovint en publicitat tant de Suïssa com dels Alps. Té quatre cares que s'orienten segons els quatre punts cardinals: la cara nord mira a Zermatt, Suïssa i està inclosa entre les sis grans cares nord dels Alps; la cara est domina la glacera Gorner; la paret sud mira a Breuil-Cervinia, Itàlia; i la paret oest s'encara al Dent d'Hérens. Aquestes cares estan delimitades per quatre arestes: la sud-oest, coneguda com a "aresta del Lleó" (it: Leone / fr: Lion), la nord-oest anomenada "aresta de Zmutt", la nord-est o "aresta Hörnli", i la sud-est o "aresta Furggen.
El seu cim és una cresta d'uns dos metres d'amplada per uns 80 metres de llarga sempre coberta de neu, que separa dues puntes cimeres. L'una és anomenada "italiana" i l'altra "suïssa". El cim "suís", el més oriental, que s'eleva a 4.477,8 metres sobre el nivell del mar. El cim "italià" o occidental és lleugerament inferior, 4.476 metres. Els dos estan separats per una enforcadura on hi ha situada una creu col·locada el setembre de 1901. Tot i la denominació dels dos pics, la frontera segueix la carena (divisòria d'aigües) que coincideix amb aquest punt de l'aresta cimera i, per tant, tots dos cims són compartits entre els dos estats.
El coll Teòdul o de Sant Teòdul, situat a la base oriental de la muntanya, és el pas més baix entre els seus vessants nord i sud.

## Geologia
La part inferior està constituïda per gabre. La part central està composta principalment per ortogneis, una roca metamòrfica formada a partir de la col·lisió entre les plaques d'Europa i Àfrica. Aquest xoc, que va passar probablement al voltant de fa 100 milions d'anys, ha provocat l'elevació de la serralada dels Alps, formant-se diversos pics. La forma particular de la Matterhorn va ser posteriorment creada per l'erosió: es van formar quatre circs, deixant al mig un pic piramidal. Altres exemples d'això són l'evolució geològica de l'Ama Dablam a l'Himàlaia, o el Cimon della Palla a les Dolomites (anomenat el Cerví de les Dolomites. La cresta està composta per esquistos cristal·lins. Tota la muntanya està coberta de roca molt trencada en superfície, cosa que la fa perillosa per la caiguda de pedres i blocs, tant per l'efecte tèrmic de glaç/desglaç com per la intensa circulació d'alpinistes per les seves vies d'escalada més assequibles.

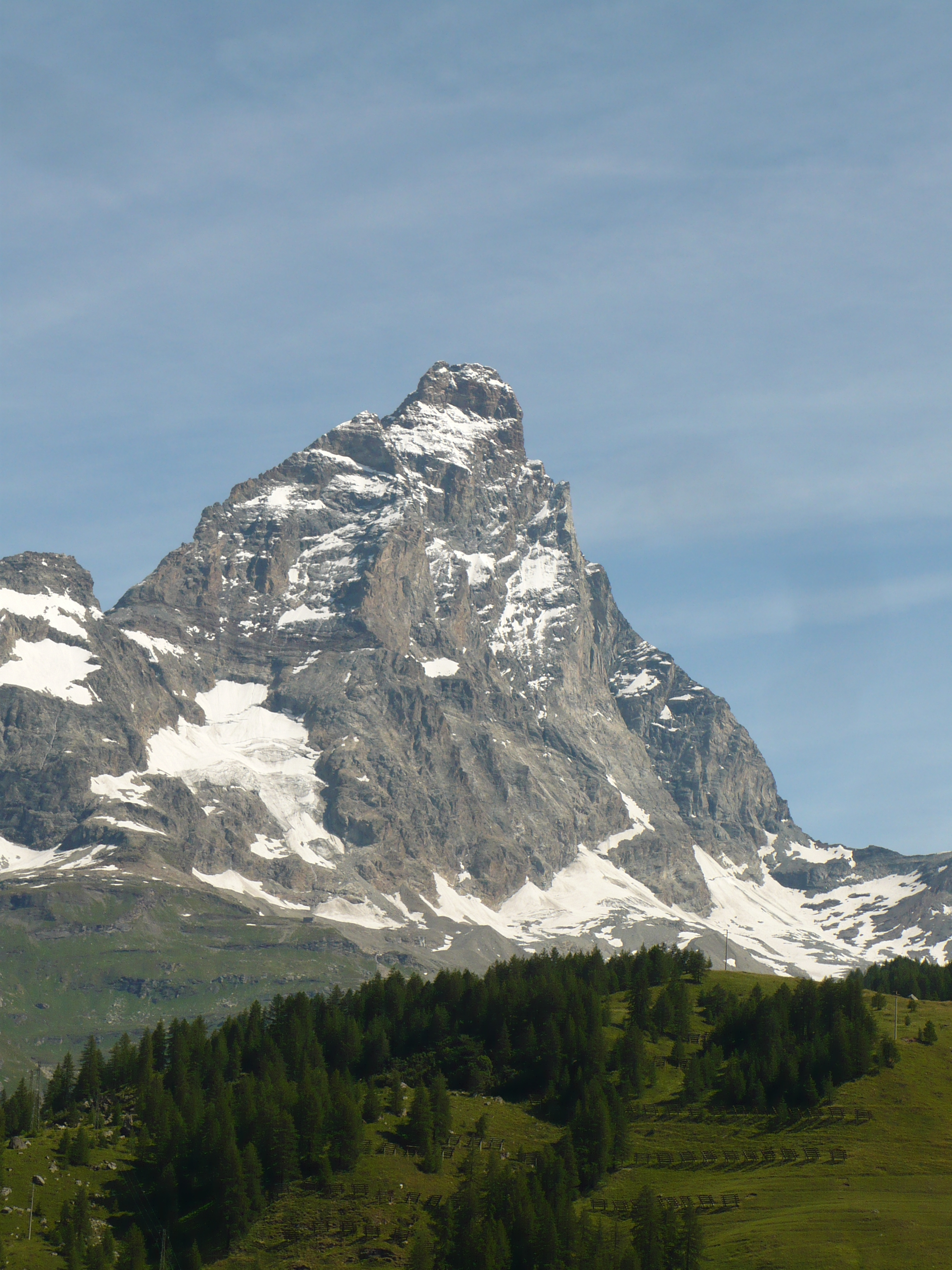
Paret sud i aresta sud-oest (Cresta del Leone) vista des de Valtournenche.

## Història
Es tracta d'un cim molt característic, conegut des de sempre a Suïssa, encara que menys a Itàlia, ja que la vall de Cervinia era un lloc de difícil accés fins ben entrat el segle xx, i el mateix poble (ara turístic) de Breuil-Cervinia era un llogarret minúscul.
Al llarg dels anys, des del naixement de l'alpinisme va ser objecte de la curiositat de molts aficionats, però no va ser fins a l'èpica competició que es desfermà entre Jean-Antoine Carrel i Edward Whymper, per ser el primer a pujar al cim, que aquest fou conquistat.

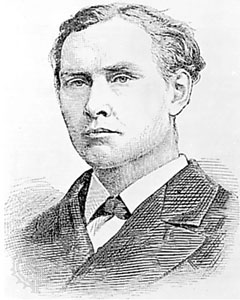
Edward Whymper, el primer a vèncer el Cervino.

Whymper és un apassionat de la muntanya, treballa a Suïssa per compte d'un setmanari anglès. Entre 1860 i 1865 realitza set intents per assolir el cim. Aquest darrer any intenta contractar Carrel, natural de Valtournanche a la Vall d'Aosta, i que passa per ser un dels millors escaladors de l'època. Aquest, que també es deleix per ser el primer a pujar la muntanya, fa esperar Whymper i, mentrestant –el dia 11 de juliol de 1865–, ataca com a cap d'una expedició italiana.
Assabentat Whymper d'aquesta feta, travessa des de Breuil cap a Zermatt pel Theodulpass, amb un altre anglès, Lord Francis Douglas, que en principi volia atacar el Cervino amb Carrel. Tots dos es posen d'acord i, juntament amb un famós guia de Chamonix, Michel Croz, i els seus dos clients, Hadow i Hudson, més dos guies suïssos dits Pierre Taugwalder (pare i fill, tots dos es deien igual), ataquen el cim per l'aresta del Hörnli des de Zermatt, d'on surten esssent negra nit. Arriben al cim a les tres de la tarda.
Carrel i la seva expedició són encara molt més avall, per l'aresta del Lleó al vessant italià, i s'han de veure derrotats per la figura de Whymper dalt del cim, al qual ells arribarien també després.
A la baixada, un dels components de la cordada de Whymper, l'inexpert Hadow, rellisca i arrossega en la seva caiguda el guia Croz, el reverend Hudson i Lord Douglas. La formidable tensió trenca la corda assegurada per Taugwalder pare. Hadow, Croz, Hudson i Douglas cauen per més de mil metres a la fosca cara nord.
A Zermatt arribarien victoriosos només Whymper i els dos Taugwalder. Aquesta victòria i aquesta tragèdia van tenir un enorme ressò als mitjans de l'època.

## Turisme i alpinisme
Al voltant del Cerví s'ha edificat un empori turístic de primer ordre: estacions d'esquí alpí a Breuil-Cervinia i Zermatt comunicades a través de remuntadors mecànics, un dels quals (Klein Matterhorn) arriba fins als 3.800 metres d'altitud. Hotels, residències, agències turístiques o de professionals de la muntanya hi ofereixen un amplíssim ventall de possibilitats als visitants. A la plaça de l'església de Zermatt, és freqüent trobar dotzenes o centenars de turistes –particularment japonesos– esperant per retratar-se amb la mítica muntanya al fons.
Alpinistes de tot el món fan de l'ascensió al Cervino una fita personal. Els que poden ho aconsegueixen pels seus propis mitjans. D'altres –la majoria– contracten el servei d'un guia local o de qualsevol companyia alpina. I aquest no és un fet irrellevant per a l'economia de la zona, ja que les tarifes publicades per a l'any 2004 ofereixen preus que van des dels 900 francs suïssos als 700 euros, depenent del lloc de partida i dels serveis inclosos.
Encara que la via més freqüentada és l'aresta Hörnli, hi ha altres vies. La segona en popularitat és la del Lleó. D'altres com l'aresta Fürggen, a la cara nord, o el Nez de Zmutt, així com els itineraris hivernals, són reservats a alpinistes provats.
Fins i tot la més accessible de les vies té una qualificació MD, ja que són més de dos mil metres de desnivell, amb dificultats de grau III i IV. Als llocs més exposats de l'aresta Hörnli hi ha trams amb corda fixa.